# Oussama Darragi
Pour les articles homonymes, voir Darragi.
Oussama Darragi (arabe : أسامة الدراجي) ou Oussama Darraji, né le 3 avril 1987 à Tunis, est un footballeur international tunisien évoluant au poste de milieu offensif.
Il possède également la nationalité algérienne.

## Carrière

### Clubs
Darragi fait ses débuts professionnels en 2007 et devient un joueur populaire au stade olympique d'El Menzah. Lors de la saison 2008-2009, il contribue grandement au succès de son club qui remporte le championnat pour la première fois depuis trois ans. Par la suite, il devient capitaine de l'Espérance sportive de Tunis ; il est contacté par le Werder Brême et l'Inter de Milan qui font part de leur intérêt pour le joueur. Le 12 novembre 2011, Darragi et l'Espérance sportive de Tunis remportent la Ligue des champions de la CAF 2011.
Le 21 février 2012, il signe un contrat de quatre ans avec le club suisse du FC Sion.
Le 14 juillet 2013, il signe un nouveau contrat avec son ancienne équipe, l'Espérance sportive de Tunis.

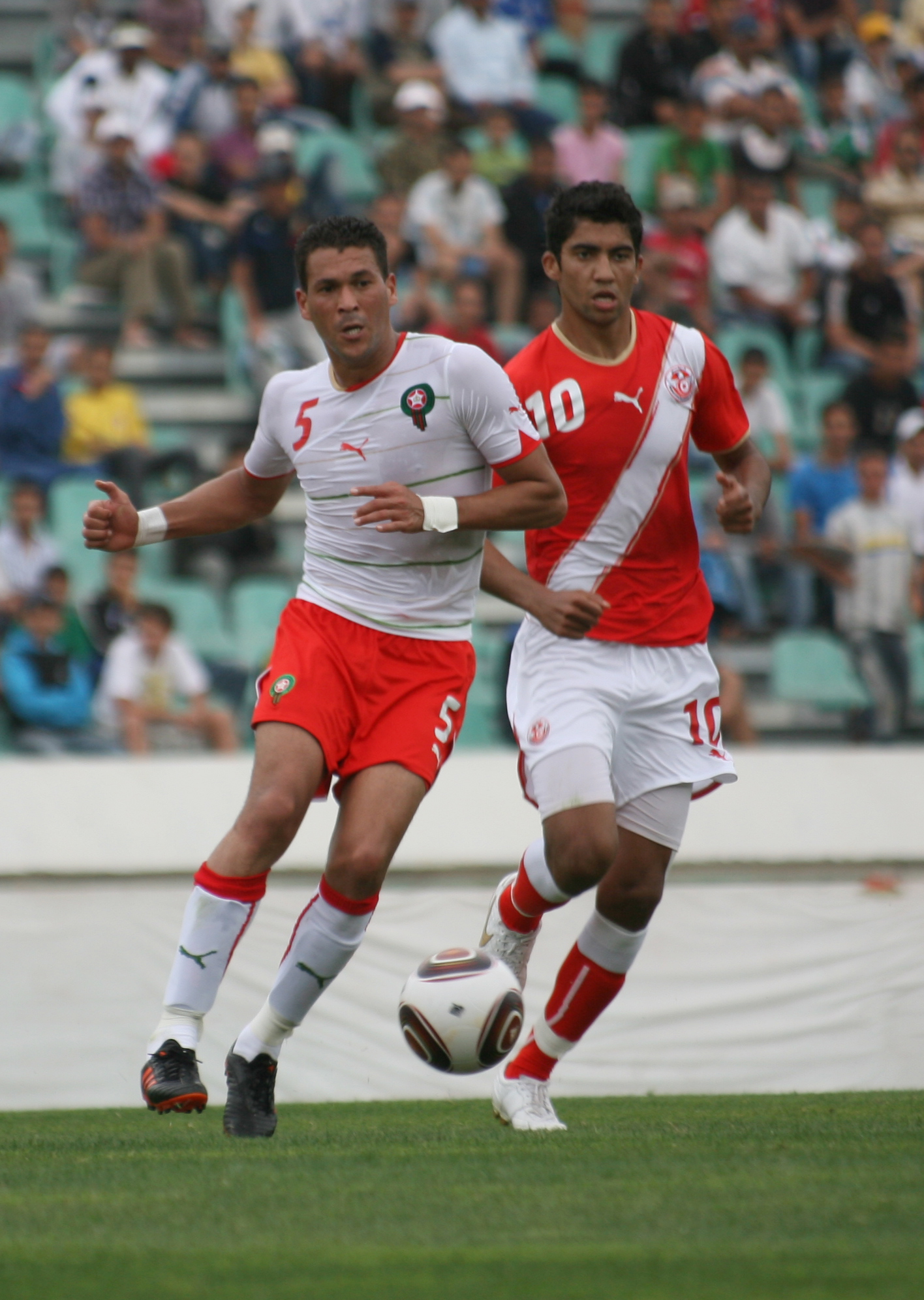
Darragi avec l'équipe nationale.

Le 28 juin 2015, il s'engage en faveur du club saoudien d'Al-Raed pour la durée d'une saison puis, le 15 juillet 2016, en faveur du Club athlétique bizertin pour deux saisons.
Le 10 janvier 2017, il s'engage en faveur du Club africain pour deux saisons et demie.
Le 1er janvier 2018, il s'engage en faveur du club qatarien du Umm-Salal SC. Le 1er juillet, il s'engage en faveur du Wydad AC pour deux saisons avant de rejoindre le Club africain le 9 août.
Le 7 janvier 2020, il signe en faveur de la Jeunesse sportive de Kabylie.

### Équipe nationale
Darragi est appelé au sein de l'équipe de Tunisie lors de la qualification pour la coupe du monde 2010. Le 6 septembre 2009, lors d'un match crucial face au Nigeria, il marque à la 89e minute d'un angle fermé, permettant à son équipe d'égaliser et de faire ainsi un pas vers la qualification qui est toutefois manquée le 14 novembre contre le Mozambique. Faouzi Benzarti, l'entraîneur de la Tunisie, l'appelle pour la CAN 2010 mais une blessure l'empêche de terminer ce tournoi. Pour les CAN 2012 et 2013, il est à nouveau sélectionné.

## Palmarès

### Espérance de Tunis
- Championnat de Tunisie (5) : 2009, 2010, 2011, 2012, 2014
- Coupe de Tunisie (2) : 2008, 2011
- Ligue des champions de la CAF (1) :  2011
- Ligue des champions arabes (1) : 2009
- Coupe nord-africaine des vainqueurs de coupe (1) : 2008

### Club africain
- Coupe de Tunisie (1) : 2017

### Équipe nationale
- Championnat d'Afrique des nations (1) : 2011

### Distinctions
- Ballon d'or tunisien de 2009[11]
- Meilleur joueur basé en Afrique en 2011[12]
- Ballon d'or arabe en 2011[13]

## Carrière

### En club
| Saison                | Club                  | Championnat           | Championnat | Championnat | Coupe(s) nationale(s) | Coupe(s) nationale(s) | Compétition(s) continentale(s) | Compétition(s) continentale(s) | Compétition(s) continentale(s) | Tunisie | Tunisie | Total | Total |
| Saison                | Club                  | Division              | M.          | B.          | M.                    | B.                    | Comp.                          | M.                             | B.                             | M.      | B.      | M.    | B.    |
| 2006-2007             | ES Tunis              | D1                    | 1           | 0           | -                     | -                     | -                              | -                              | -                              | -       | -       | 1     | 0     |
| 2007-2008             | ES Tunis              | D1                    | 22          | 3           | 4                     | 2                     | C2                             | 6                              | 0                              | 0       | 0       | 32    | 5     |
| 2008-2009             | ES Tunis              | D1                    | 23          | 7           | 3                     | 0                     | LCA + UNAF                     | 10+2                           | 3+0                            | 8       | 2       | 46    | 12    |
| 2009-2010             | ES Tunis              | D1                    | 21          | 9           | 1                     | 0                     | C1                             | 11                             | 5                              | 7       | 1       | 40    | 15    |
| 2010-2011             | ES Tunis              | D1                    | 21          | 10          | 4                     | 1                     | C1+ FIFA 2011                  | 12+2                           | 4+1                            | 7       | 3       | 46    | 19    |
| 2011-2012             | ES Tunis              | D1                    | 2           | 0           | 0                     | 0                     | -                              | 0                              | 0                              | 6       | 0       | 8     | 0     |
| Sous-total            | Sous-total            | Sous-total            | 90          | 29          | 12                    | 3                     | -                              | 43                             | 13                             | 28      | 6       | 173   | 51    |
| 2012-2013             | FC Sion               | L1                    | 24          | 1           | 1                     | 0                     | -                              | 0                              | 0                              | 15      | 4       | 40    | 5     |
| Sous-total            | Sous-total            | Sous-total            | 24          | 1           | 1                     | 0                     | -                              | -                              | -                              | 15      | 4       | 40    | 5     |
| 2013-2014             | ES Tunis              | D1                    | 25          | 8           | 0                     | 0                     | -                              | 8                              | 2                              | 2       | 0       | 35    | 10    |
| 2014-2015             | ES Tunis              | D1                    | 18          | 6           | 0                     | 0                     | -                              | 0                              | 0                              | 0       | 0       | 18    | 6     |
| Sous-total            | Sous-total            | Sous-total            | 43          | 14          | 0                     | 0                     | -                              | 8                              | 2                              | 2       | 0       | 53    | 16    |
| 2015-2016             | Al-Raed               | PL                    | 1           | 0           | 0                     | 0                     | -                              | 0                              | 0                              | 0       | 0       | 1     | 0     |
| Sous-total            | Sous-total            | Sous-total            | 1           | 0           | 0                     | 0                     | -                              | 0                              | 0                              | 0       | 0       | 1     | 0     |
| 2016-2017             | CA Bizerte            | D1                    | 12          | 2           | 0                     | 0                     | -                              | 0                              | 0                              | 0       | 0       | 12    | 2     |
| Sous-total            | Sous-total            | Sous-total            | 12          | 2           | 0                     | 0                     | -                              | 0                              | 0                              | 0       | 0       | 12    | 2     |
| 2016-2017             | Club africain         | D1                    | 22          | 5           | 3                     | 1                     | -                              | 4                              | 0                              | 0       | 0       | 29    | 6     |
| Sous-total            | Sous-total            | Sous-total            | 22          | 5           | 3                     | 1                     | -                              | 4                              | 0                              | 0       | 0       | 29    | 6     |
| 2017-2018             | Umm-Salal SC          | D1                    | 9           | 5           | 0                     | 0                     | -                              | 0                              | 0                              | 0       | 0       | 9     | 5     |
| Sous-total            | Sous-total            | Sous-total            | 9           | 5           | 0                     | 0                     | -                              | 0                              | 0                              | 0       | 0       | 9     | 5     |
| 2018-2019             | Wydad AC              | Botola Pro            | 0           | 0           | 0                     | 0                     | -                              | 0                              | 0                              | 0       | 0       | 0     | 0     |
| Sous-total            | Sous-total            | Sous-total            | 0           | 0           | 0                     | 0                     | -                              | 0                              | 0                              | 0       | 0       | 0     | 0     |
| 2018-2019             | Club africain         | D1                    | 9           | 1           | 0                     | 0                     | -                              | 0                              | 0                              | 0       | 0       | 9     | 1     |
| Sous-total            | Sous-total            | Sous-total            | 9           | 1           | 0                     | 0                     | -                              | 0                              | 0                              | 0       | 0       | 9     | 1     |
| 2019-2020             | JS Kabylie            | D1                    | 6           | 0           | 0                     | 0                     | -                              | 0                              | 0                              | 0       | 0       | 6     | 0     |
| 2020-2021             | JS Kabylie            | D1                    | 1           | 0           | 0                     | 0                     | -                              | 0                              | 0                              | 0       | 0       | 1     | 0     |
| Sous-total            | Sous-total            | Sous-total            | 7           | 0           | 0                     | 0                     | -                              | 0                              | 0                              | 0       | 0       | 7     | 0     |
| Total sur la carrière | Total sur la carrière | Total sur la carrière | 217         | 56          | 16                    | 4                     | -                              | 55                             | 15                             | 45      | 10      | 333   | 85    |

### Buts en sélection
|     | Date             | Lieu                                   | Adversaire         | Score | Résultat | Compétition                       |
| --- | ---------------- | -------------------------------------- | ------------------ | ----- | -------- | --------------------------------- |
| 1.  | 28 mai 2009      | Stade du 7-Novembre, Radès             | Soudan             | 1-0   | 4 - 0    | Match amical                      |
| 2.  | 6 juin 2009      | Stade du 7-Novembre, Radès             | Mozambique         | 2-0   | 2 - 0    | Éliminatoires Coupe du monde 2010 |
| 3.  | 6 septembre 2009 | Abuja Stadium, Abuja                   | Nigeria            | 2-2   | 2 - 2    | Éliminatoires Coupe du monde 2010 |
| 4.  | 29 mai 2011      | Stade olympique de Sousse, Sousse      | Centrafrique       | 1-0   | 3 - 0    | Match amical                      |
| 5.  | 29 mai 2011      | Stade olympique de Sousse, Sousse      | Centrafrique       | 3-0   | 3 - 0    | Match amical                      |
| 6.  | 5 juin 2011      | Stade olympique de Sousse, Sousse      | Tchad              | 4-0   | 5 - 0    | Éliminatoires CAN 2012            |
| 7.  | 7 janvier 2013   | Stade d'Al-Wakrah, Al Wakrah           | Éthiopie           | 1-0   | 1 - 1    | Match amical                      |
| 8.  | 23 mars 2013     | Stade olympique de Radès, Radès        | Sierra Leone       | 1-0   | 2 - 1    | Éliminatoires Coupe du monde 2014 |
| 9.  | 8 juin 2013      | Brookfields National Stadium, Freetown | Sierra Leone       | 1-1   | 2 - 2    | Éliminatoires Coupe du monde 2014 |
| 10. | 16 juin 2013     | Nuevo Estadio de Malabo, Malabo        | Guinée équatoriale | 1-1   | 1 - 1    | Éliminatoires Coupe du monde 2014 |